# Gare de Malaunay - Le Houlme
Gare de Malaunay - Le Houlme vasútállomás Franciaországban, Le Houlme településen.

## Vasútvonalak
Az állomást az alábbi vasútvonalak érintik:
- Párizs–Le Havre-vasútvonal
- Malaunay-Le Houlme-Dieppe-vasútvonal

## Kapcsolódó állomások
A vasútállomáshoz az alábbi állomások vannak a legközelebb:
- Gare de Maromme
- Gare de Barentin
- Gare de Montville